# おはなし玉手箱
おはなし玉手箱（おはなしたまてばこ）は、文化放送で2011年4月18日から2012年9月28日まで放送されたラジオの朗読番組である。この番組は文化放送（制作・幹事局）、IBC岩手放送、東北放送、ラジオ福島、茨城放送、小学館の共同制作番組である。

## 概要
2011年3月11日の東日本大震災で被災した子供たちのために絵本の読み聞かせ番組をはじめることになった。お話は小学館発行の本から童話や昔話を選んでいる。放送エリアは東日本大震災で甚大な被害にあった岩手県、宮城県、福島県、茨城県、千葉県（を含む関東地方）に限定しての放送であったが、2012年4月からはネット局を増加した。

## 朗読
朗読は文化放送の女性アナウンサーが日替わりで担当している他、不定期に、系列局の女性アナウンサーも担当する。
- 文化放送
  - 水谷加奈
  - 伊藤佳子
  - 鈴木純子
  - 石川真紀
  - 吉田涙子
- IBC岩手放送
  - 瀬谷佳子
- 東北放送
  - 大久保悠
- ラジオ福島
  - 菅原美智子
- 茨城放送
  - 新口絢子

## 放送時間
すべて日本標準時（JST）で、特記のないものは、月曜日から金曜日までの放送。
- 文化放送：17:16 - 17:21（「夕やけ寺ちゃん 活動中」内）
- IBC岩手放送：18:20 - 18:25（月曜）、18:10 - 18:15（火 - 金曜）
- 東北放送：16:10 - 16:15
- ラジオ福島：16:20 - 16:25（「夕焼け番長!」（月 - 水曜）、「夕焼けHappy!」（木・金曜）内）
- 茨城放送：15:15 - 15:20（「スマイル・スマイル」内）
- 山陽放送：毎週日曜11:30 - 11:45